# Manuel Rodríguez Aponte
Manuel Rodríguez Aponte, né le 8 septembre 1737  à Oropesa, et mort le 22 novembre 1815 à Bologne, est un prêtre jésuite espagnol, helléniste de renom.

## Biographie
Entré en 1753 dans la Compagnie de Jésus, il est envoyé après son noviciat aux Philippines, où il enseigne la philosophie et le droit canon à l'Université de Manille. Après la suppression de la Compagnie de Jésus, il enseigne la littérature grecque à l'Université de Bologne. Il meurt à Bologne le 22 novembre 1815.

## Œuvres
- Elementi della lingua Greca divisi in quattordici Lezioni per uso della scuola Bolognese, Bologne, 1802, in-8° ; 2e édition, Bologne, Lucchesini, 1815 ; 3e édition, ibid., 1819.
- Selecta ex Græcis aurei Sæculi Scriptoribus Mythologicis, Historicis, etc. Bononiæ, Lucchesinius. - Editio altera. Ibid., 1818.
- Homère traduit en espagnol.
- Grammatica ragionata.
- Poesie.